# استانیسواف یاشکیویچ
استانیسواف یاشکیویچ (لهستانی: Stanisław Jaśkiewicz؛ ‏ ۱۲ ژانویهٔ ۱۹۰۷ – ۲۱ دسامبر ۱۹۸۰) بازیگر و کارگردان نمایش اهل لهستان بود.
از فیلم‌ها یا برنامه‌های تلویزیونی که وی در آن نقش داشته‌است، می‌توان به سرنوشت‌های لهستانی، نامت را به‌خاطر بسپار، آزادی و سربازان آزادی اشاره کرد.